# Wilhelm Henie
Hans Wilhelm Henie, född 7 september 1872 i Kristiania, död 10 maj 1937, var en norsk tävlingscyklist och grosshandlare. Han blev i äktenskap med Selma Lochman-Nielsen far till Sonja Henie.
Henie, som var son till Hans Martin Henie och Kathinka Jordan, genomgick handelsutbildning i Tyskland och England. Han var styrelseledamot i Kongelig Norsk Automobilklubb. Han var i början av 1890-talet Norges bäste cyklist och vann bland annat världsmästerskapet på 100 km i Antwerpen 1894 på tiden 2.35.53.